# Acalymma venale
Acalymma venale es un insecto coleóptero de la familia Chrysomelidae. Fue descrita en 1847 por Erichson.